# Louis Dassance
Louis Dassance, né le 20 août 1888 et mort le 14 avril 1976 à Ustaritz, est un politicien, périodiste et académicien basque français de langue basque et française.

## Biographie
Louis Dassance fait des études en Lettres et d'ingénieur agronome à Paris. Il reçoit la Croix de guerre après la Première Guerre mondiale et devient adjoint au maire d'Ustaritz durant 20 ans (1919-1939), puis maire pendant 20 autres années (1939-1959). Dans le domaine de la culture basque, Louis Dessance est l'un des membres fondateurs du magazine Gure Herria en 1921, et en devient le gestionnaire à partir de 1928.
En tant qu'ingénieur agronome, Louis Dassance est nommé président d'honneur de la mutuelle agricole des Basses-Pyrénées, vice-président de la Fédération des agriculteurs des Basses-Pyrénées et de la chambre régionale du Crédit agricole. 
Parmi les nombreuses récompenses reçues, il est nommé chevalier de la Légion d'honneur en 1948, (pas de dossier à son nom sur la base Léonore)  officier d'Académie en 1955 et officier du Mérite agricole. En 1949, il rejoint l'Académie de la langue basque (Euskaltzaindia), et écrit sur plusieurs thèmes basques tels que le sport, la botanique, l'histoire régionale autant en français qu'en euskara. De 1926 à 1959, il est président de Eskualzaleen Biltzarra. 
En 1948, des hommes politiques locaux tels que Louis Dassance et Michel Labéguerie font pression auprès des parlementaires pour obtenir une loi sur les langues régionales. La loi Deixonne fut la première du genre, votée en 1951. Louis Dassance a toujours eu le souci permanent d'obtention d'un statut légal de la langue basque et de sa coofficialité. Président d'honneur de l'association des études pédagogiques en 1957, Louis Dassance devient la même année le premier président de l'association d'enseignement Ikas. Jean Haritschelhar lui succédera et occupera ce poste pendant 20 ans. 
En 1960, il est nommé vice-président du Conseil national de défense des langues et cultures régionales de Paris. Président des Amis du musée basque de 1962 à 1973, il fera aussi partie du Conseil d’administration du lycée Armand David. Louis Dassance fut l'un des fondateurs du périodique Gure Herria. Il y publia de nombreux articles ainsi que dans les périodiques tels que Eskualduna, Herria, le Bulletin du Musée basque et Gure Almanaka. Avec d'autres basquisants comme Mgr Jean Saint-Pierre, Jules Moulier dit Oxobi et Jean Elizalde dit Zerbitzari, Louis Dassance décide de créer un nouveau journal. Ce sera le journal Herria qui verra le jour en octobre 1944, sous l'impulsion du père Piarres Lafitte, premier directeur du journal.
Il meurt le 14 avril 1976 à l'âge de 88 ans.
Aujourd'hui, en son hommage, l'école élémentaire privée ikastola Louis Dassance à Ustaritz porte son nom.

## Distinctions
- Officier de l'ordre du Mérite agricole
- Croix de guerre 1914-1918
- Chevalier de la Légion d'honneur (1948)